# Potomkîne, Vîsokopillea
Potomkîne (în ucraineană Потьомкине) este un sat în așezarea urbană Vîsokopillea din regiunea Herson, Ucraina.

## Demografie
Componența lingvistică a localității Potomkîne
     Ucraineană (91,26%)
     Rusă (7,72%)
     Alte limbi (1,02%)
Conform recensământului din 2001, majoritatea populației localității Potomkîne era vorbitoare de ucraineană (91,26%), existând în minoritate și vorbitori de rusă (7,72%).